# Konflikt wewnętrzny w Sudanie Południowym
Konflikt wewnętrzny w Sudanie Południowym – kontynuacja konfliktów plemiennych na terenie Sudanu, tuż przed i po proklamowaniu niepodległości przez Sudan Południowy oraz rebelie wzniecane w 2011 przez zbuntowanych członków Ludowej Armii Wyzwolenia Sudanu (SPLA).

## Tło
Od 2009 na terenie Sudanu trwały walki między rywalizującymi plemionami. Walki plemienne w Sudanie Południowym wybuchły tuż przed referendum niepodległościowym w Sudanie Południowym. Konflikt wzniecił bunt gen. George’a Athora z plemienia Murle stojącego na czele Demokratycznego Ruch Sudanu Południowego (SSDM), następnie Peter Gadet z Nuerów, przywódca Armii Wyzwolenia Sudanu Południowego (SSLA), a także David Yau Yau z Murle. Powyżsi dowódcy walczyli z Ludową Armią Wyzwolenia Sudanu (SPLA), będącą wojskiem narodowym. Buntownicy oskarżali rząd o korupcję i autokratyzm. Ponadto w maju 2011 po aneksji przez Sudan Abyei rozpoczęły się walki graniczne, gdzie funkcjonowały bojówki antysudańskie, wspierane przez Sudan Południowy.

## Przebieg konfliktu

### Konflikt wokół referendum
W dniach 7-9 stycznia 2011 w Abyei doszło do walk arabskich koczowników Messirija z Dinkami. Pociągnęły za sobą dziesiątki ofiar śmiertelnych, a celem arabskich nomadów było przeszkodzenie w przeprowadzeniu referendum, które odbyło się w dniach 9-15 stycznia 2011.
W dniach 4-5 lutego 2011 doszło do ciężkich walk wojska sudańskiego z Ludową Armią Wyzwolenia Sudanu pod Malakal. Walki przeniosły się do prowincji Nil Błękitny, w wyniku czego zginęło 60 sudańskich żołnierzy.

### Rebelia gen. George’a Athora (SSDM)
Wieczorem 9 lutego 2011 pod Jonglei wybuchły krwawe walki między buntownikami Demokratycznego Ruchu Sudanu Południowego (SSDM) pod dowództwem generała George’a Athora, a armią Sudanu Południowego. Zginęło 211 osób. Ciała wielu cywilów znaleziono w mieście Phom el-Zeraf, zwłoki wrzucano także do rzek. SSDM założył w 2010 Athor po przegranej w wyborach lokalnych. 25 lutego 2011 prezydent Sudanu Południowego Salva Kiir Mayardit nakazał armii ochronę cywilów przed grupami rebeliantów. Dwa dni później w Abyei doszło do szturmu koczowników Messiria na posterunek, w wyniku którego zginęło 10 osób. Jednocześnie w Jonglei doszło do bitwy rebeliantów Athora z armią Sudanu Południowego. Zginęło 110 osób, w większości wojskowi i rebelianci, w tym 12 cywilów.
2 marca 2011 milicje plemienne po raz kolejny zaatakowały Abyei – zginęło 30 osób, setki mieszkań zostało spalonych. W wyniku rajdów 25 tys. cywilów uciekło na południe Sudanu. W prowincji Jonglei doszło do walk plemion Ayual i Dinka, w wyniku czego zginęły 22 osoby. ONZ wysłało do tej prowincji 100 żołnierzy rozjemczych.
W dniach 6-7 marca 2011 na północ od Malakal doszło do bitwy dwóch grup rebelianckich dowodzonych przez kapitana Olony i generała Athora. W pierwszym ataku pod dowództwem kpt. Olony zginęło 105 żołnierzy SPLA. Drugi atak wyprowadził gen. Athor, co spowodowało kolejne 64 ofiary po stronie wojska. Rebelianci stracili 34 osoby. W walkach zginęło także 168 cywilów. Strony konfliktu spaliły sześć wiosek. Przez gwałtowne dwudniowe walki przesiedlonych zostało 7 tys. cywilów.
Kolejny cios armii Południowej kpt. Olony zadał 12 marca 2011. W szturmie na Malakal zginęło 45 osób. Rebelianci wzięli za zakładników 100 osieroconych dzieci, jednak wkrótce je uwolniono. W dniach 17-18 marca 2011 wybuchły walki w stanie Unity. SPLA starło się z lokalnymi milicjami. Walki przeniosły się ponownie do Jonglei. Zginęło 34 żołnierzy i 36 rebeliantów.

### Bunt Petera Gadeta (SSLA)
11 kwietnia 2011 dowódca obrony powietrznej SPLA, Peter Gadet, zbuntował się i przystąpił do formacji antyrządowej – Armii Wyzwolenia Sudanu Południowego (SSLA) – która rozpoczęła rebelię wobec SPLA. Gadet z plemienia Nuerów krytykował dominującą rolę plemienia Dinków w południowosudańskiej armii oraz panujący tam nepotyzm.
Według raportów ONZ w wyniku przemocy w połowie kwietnia 2011 w dziewięciu z dziesięciu stanów Sudanu Południowego zginęło ponad 800 osób w następstwie 151 aktów przemocy, a 94 tysiące osób musiało opuścić swoje domy. W dniach 19-25 kwietnia 2011 trwała ofensywa w stanie Unity. W ciężkich walkach zginęło 26 żołnierzy SPLA i 70 rebeliantów SSLA.
Na trzy miesiące przed proklamowaniem niepodległości i ciężkiej sytuacji w Sudanie Południowym, uaktywnił się gen. Gabriel Tang wraz ze swoimi bojówkami. W 2006 walczył pod Malakal przeciwko SPLA. 23 kwietnia 2011 stoczył bój z wojskiem pod Ayuen w Jonglei, jednak poniósł tam kompletną porażkę. W bitwie zginęło 57 rebeliantów i 7 żołnierzy, a Tang wraz z 1300 bojownikami zostali otoczeni i pojmani.
W dniach 8-9 maja rebelianci SSLA walczyli w stanie Warrap z wrogimi im oddziałami plemiennymi. W starciach zginęły 74 osoby. Jednocześnie SPLA przeprowadziło atak na SSLA w Unity, gdyż rebelianci Gadeta podburzali plemię Messirija do ataków na siły centralne.
3 sierpnia 2011 Peter Gadet ogłosił zawieszenie broni z rządem Sudanu Południowego, korzystając tym samym z amnestii, którą oferował rząd. Jednak inni członkowie formacji SSLA twierdzili, iż nie podporządkują się decyzji ich byłego lidera. Rząd w Dżubie z zadowoleniem przyjął decyzję Gadeta.

### Aneksja Abyei i proklamacja niepodległości
28 kwietnia 2011 prezydent Sudanu Umar al-Baszir ogłosił, iż nie uzna niepodległości Sudanu Południowego, jeśli w jego granicach znajdzie się roponośny region Abyei. Deklaracja ta wieściła inwazję wojsk Sudanu. Do pierwszych starć w Abyei między siłami Północy i Południa doszło w dniach 1-3 maja 2011. Zginęło wówczas 14 osób.
20 maja 2011 Sudan wysłał do Abyei 5 tys. żołnierzy, którzy po ciężkich walkach 21 maja 2011 anektowali region. W bitwie zginęło 22 żołnierzy Południa. Walki spowodowały ucieczkę tysięcy cywili w kierunku Bahr el Ghazal. 30 maja 2011 ustalono zawieszenie broni, 20 km linię demarkacyjną i demilitaryzację Abyei. Kroki te podjęto z inicjatywy Unii Afrykańskiej. Niedobór żywności wśród sił rebelianckich i plemion spowodował ataki na pastwiska wrogich plemion, grabieże i kradzieże bydła.
Ze spornego regionu w przeciągu miesiąca uciekło 113 tys. cywilów. Tuż przed ogłoszeniem niepodległości z rządem w Dżubie walczyło łącznie siedem bojówek. Rząd oskarżany był o korupcję i system autokratyczny. Według raportu ONZ w ciągu pół roku walk w Sudanie Południowym zginęło 1400 osób. 9 lipca 2011 Sudan Południowy proklamował oficjalnie niepodległość.

### Walki plemienne

Jonglei – arena krwawych walk plemiennych

18 sierpnia 2011 członkowie plemienia Murle dokonali potężnego napadu na wrogie plemię Nuerów w Uror County i w dystryktach Peiri i Pulchuol na północy stanu Jonglei. W wyniku bezlitosnego rajdu bojówek Murle zginęło aż 640 osób, 861 zostało rannych, porwano 208 dzieci. Bojownicy spalili 7924 domy i ukradli 38 tys. sztuk bydła. Z terenu ataku uciekło 26 tys. osób. Większość zabitych to dzieci i kobiety. Świadkowie zdarzeń mówili o prawdziwej rzezi, a dziesiątki wiosek uległy doszczętnej dewastacji. Był to dotąd najbardziej krwawy atak podczas południowosudańskiego konfliktu plemiennego.
20 sierpnia 2011 plemię Murle wraz z wyszkolonymi rebeliantami Athora w Nilu Błękitny starło się z wojskiem narodowym. Zginęło 60 osób, 43 zostało rannych.
Masakra sierpniowa zaogniła sytuację w Jonglei. Nuerowie dokonali kilka odwetów, ataki polegały głównie na plądrowaniu pól i kradzieży zwierząt, jednak na znacznie mniejszą skalę. Po stronie Murle walczyły bojówki Athora (SSDM), gdyż oprócz dezerterów z armii trzon stanowili członkowie grupy etnicznej Murle.
W jednym z poważniejszych ataków na tle etnicznym w mieście Jalle, do którego doszło 5 grudnia 2011, zginęło 40 osób. 24 grudnia 2011 Nuerowie zaatakowali Murle w wioskach w pobliżu miasta Pibor. Do pokoju nawoływał biskup Joglei. Jednak dzień później Biała Armia Nuerów zapowiedziała całkowite wymazanie plemienia Murle. Rebelianci zagrozili zmasowanymi atakami także na siły ONZ i SPLA, jeśli zaangażują się w walki.
30 grudnia 2011 Misja Pokojowa ONZ w Sudanie Południowym (UNMISS) zdecydowała się rozmieścić swoje siły w Pibor, by zapobiec walkom etnicznym. Sekretarz misji Hilde Johnson i sekretarz generalny ONZ Ban Ki-moon wezwali plemiona Lau Nuer i Murle do powstrzymania się od przemocy oraz zaapelowali do rządu o pomoc w rozwiązania kryzysu.
Mimo tego 31 grudnia 2011 o godz. 3:00 rozpoczął się atak ok. 6 tys. członków plemienia Lou Nuer i Białej Armii Nuerów na obszary plemienne pod Piborem, niechronione przez ONZ. Bojownicy spalili wiele miejscowości i domów należących do plemienia Murle. Zajęto także lotnisko i główny szpital w Pibor, który został ograbiony i podpalony. 50 tys. Murle uciekło na południe od miasta Pibor. Z miasta ewakuowali się także pracownicy humanitarni, mimo iż w mieście stacjonowało 800 żołnierzy. Rząd zobowiązał się wysłać posiłki w liczbie 2 tys. żołnierzy i policjantów. 2 stycznia 2012 Biała Armia Nuerów opuściła Pibor i ruszyła na południowy wschód w poszukiwania bydła. Wówczas do miasta wkroczyło 3 tys. żołnierzy i 800 policjantów. Według szacunków podczas ataku Nuerów na Pibor i okoliczne wioski zginęło ponad 3 tys. członków plemienia Murle - 2182 kobiet i dzieci oraz 959 mężczyzn. 1293 dzieci zostało uprowadzonych, skradziono 375 186 sztuk bydła.
Masakra w Pibor po raz kolejny obnażyła bezradność sił ONZ w zapobieganiu konfliktom. Światowi aktywiści donosili, iż walki plemienne w Jonglei przerodziły się w ludobójstwo.
19 marca 2012 Armia Wyzwolenia Sudanu Południowego (SSLA) zapowiedziała, iż będzie wspomagać Białą Armią Nuerów (NWA) w konfrontacjach z plemionami Murle w konflikcie etnicznym w Jonglei. 27 marca 2012 o godz. 7:00 rebelianci SSLA zdobyli bazę armii rządowej w Lalop w stanie Unity, biorąc do niewoli 24 żołnierzy i kradnąc 12 samochodów Toyota Land Cruiser i sprzęt wojskowy. Atak odbył się w toku konfrontacji granicznej między Sudanem a Sudanem Południowym. 1 kwietnia 2012 w godz. 4:30 - 8:00 doszło do potyczki SSLA z SPLA pod Bentiu. W toku walk zginęło dwóch pułkowników armii Sudanu Południowego.

### Działania przeciwko SSDM i zabiegi pokojowe
19 grudnia 2011 w stanie Ekwatoria Środkowa armia zabiła dowódcę Demokratycznego Ruchu Sudanu Południowego George’a Athora, kiedy wracał z Rwandy, gdzie zaciągał najemników w szeregi swoich bojówek.
24 grudnia 2011 w Wigilię Bożego Narodzenia, wojsko SPLA dokonało omyłkowego ostrzału kościoła w Khorfulus w Jonglei, gdzie świętowali cywile. Żołnierze wzięli kościół za kryjówkę rebeliantów SSDM i ostrzelali go. W incydencie zginęło czterech cywilów i jeden wojskowy.
27 lutego 2012 rząd w Dżubie poinformował, iż podpisał układ o zawieszeniu broni z Demokratycznym Ruchem Sudanu Południowego. Rebeliantom przyznano amnestię i zagwarantowano możliwość uzyskania miejsc w parlamencie i rządzie. Jednakże dwa dni później przywódca SSDM, Johnson Olony zaprzeczył, jakoby jego ugrupowanie podpisało porozumienie. Dodał, że nawet jeśli jacyś członkowie formacji porozumieli się z rządem, to nie reprezentowali oni dowództwa ugrupowania.
W kwietniu 2012 rozpoczęła się runda rozmów między zwaśnionymi plemionami w Jonglei pod egidą komitetu pokojowego, kierowanego jest przez arcybiskupa Daniela Denga, a stworzonego przez prezydenta Salvę Kiira w styczniu 2012. Rozmowy odbywały się w trudnej atmosferze i wielokrotnie były zrywane. Wstępne porozumienie zostało osiągnięte 5 maja 2012, kiedy to przywódcy grup plemiennych podpisali w Jonglei układ o pokoju. W czasie rokowań pokojowych południowosudańska armia licząca 15. tys. żołnierzy prowadziła też akcję rozbrojenia wśród cywilów. Zebrano ok. 10 tys. sztuk broni, w tym ciężkiej. Jednak niektóre grupy z plemienia Murle, takie jak bojówki Davida Yau Yau, zbiegły przed akcją „Przywracania Pokoju” wraz z bronią.
Pod koniec maja 2012 z Jonglei docierały informacje, iż podczas akcji rozbrojeniowej plemienia Murle, dochodziło do aktów przemocy ze strony wojska. Mężczyźni byli bici i zabijani, a kobiety gwałcone. Broń odbierano wszystkim plemionom, jednakże według światowych komentatorów Murle byli dyskryminowani. Przyczyną tego mogły być zaszłości, gdyż w plemię było podczas II wojny domowej w Sudanie zbrojone przez Chartum. Ponadto w realiach niepodległości Sudanu Południowego, Murle byli głównymi inicjatorami ataków plemiennych.

### Bunt Davida Yau Yau
Reperkusją masakry w Piborze był bunt w armii zasadniczej Davida Yau Yau, który w kwietniu 2012 szybko sformował swoje bojówki. Zarzucał SPLA niemożność zapewnienia bezpieczeństwa w kraju. Jego bojówki złożone z członków grupy etnicznej Murle, działały głównie w pobliżu miasta Pibor. Dżuba oskarżyła o wspieranie rebeliantów Republikę Sudanu. 14 grudnia 2012, 200 bojowników podporządkowanych Yau Yau zostało w Piborze otoczonych przez wojsko SPLA. W wyniku negocjacji, 24 grudnia 2012 buntownicy ogłosili gotowość zakończenia rebelii.
Do poważnych walk plemiennych w stanie Jonglei doszło 8 lutego 2013. Wówczas pod miastem Akobo bojownicy Murle pod wodzą Davida Yau Yau zaatakowali członków plemienia Lou Nuer, którzy przeganiali bydło przez rzekę. W masakrze zginęły 103 osoby. Na miejsce zdarzenia, Czerwony Krzyż wysłał ekipę chirurgów, którzy pomagali w leczeniu dziesiątek rannych.
26 marca 2013 miało miejsce bitwa między bojownikami pod dowództwem Davida Yau Yau a siłami rządowymi pod Okello nieopodal miasta Pibor. Rebelianci zaatakowali pas lotniczy i chcieli przejąć wojskowe dostawy oraz zaopatrzenie. Doszło wówczas do zaciętych bojów, w których zginęło 143 rebeliantów pod wodzą Yau Yau oraz 20 żołnierzy. Ponadto 70 wojskowych zostało rannych. Dziesiątki bojowników schwytano, skonfiskowano także ich główną broń, którą były karabiny AK-47.
9 kwietnia 2013 w Jonglei w zasadzce, którą zastawili rebelianci, zginęło pięciu indyjskich, żołnierzy wchodzących w skład oenzetowskiej misji UNMISS. Tymczasem rząd w Dżubie ogłaszał, iż przygotowuje się do ofensywy przeciwko rebeliantom Yau Yau.
Według raportu Amnesty International wojsko dopuszczało się licznych zbrodni. Zazwyczaj mundurowi wkraczali do wioski, oskarżali jej mieszkańców o ukrywanie partyzantów i broni, a potem stosowali odpowiedzialność zbiorową. W maju 2013 oddziały rządowe zdewastowały szpital prowadzony przez Lekarzy Bez Granicy. Pod koniec czerwca 2013 południowosudański parlament stwierdził, że postawa żołnierzy jest przede wszystkim „efektem niskiej płacy”.
W eskalacji walk etnicznych na początku sierpnia 2013 w Jonglei zginęło 300 osób. W walkach zaangażowani byli watażkowie plamienia Lou Nuer oraz Murle skąd wywodzą się rebelianci Yau Yau. Do kolejnego poważnego ataku w wykonaniu bojówek Yau Yau i Murle doszło rano 20 października 2013, kiedy to w stanie Pibor zabito 41 osób.

### Wojna domowa Dinka - Nuerowie
W godzinach wieczornych 15 grudnia 2013, w Dżubie doszło do strzelaniny między frakcjami Dinków i Nuerów wchodzących w skład Sił Zbrojnych Sudanu Południowego. Według władz była to próba zamachu stanu, za którą stał Riek Machar, były wiceprezydent, odsunięty od obowiązków przez prezydenta Kiira w lipcu 2013. Intensywne walki trwały przez cały kolejny dzień, kiedy to prezydent Kiir wprowadził od godziny 18 do godz. 6 rano godzinę policyjną. Próba zamachu stanu przerodziła się w otwarty konflikt między Dinkami i Nuerami w kraju i wojnę domową.
Po dwóch dniach walk, według ONZ zginęło 400-500 osób, a 800 odniosło obrażenia. W wyniku sytuacji w stolicy Sudanu Południowego, Departament Stanu USA ogłosił wycofanie większości swojego personelu z Sudanu Południowego i polecił Amerykanom opuszczenie tego kraju. Dzień później ministerstwo spraw zagranicznych Wielkiej Brytanii ogłosiło wycofanie części personelu ambasady w Dżubie.
17 grudnia 2013 walki rozprzestrzeniły się na miasto Bor, stolicę niestabilnego stanu Jonglei. W mieście Bor trwały walki między siłami lojalnymi prezydentowi Kiirowi a Armią Wyzwolenia Sudanu Południowego (SSLA) pod wodzą Petera Gadeta. Gadet należący do plemienia Nuerów, ogłosił, iż południowosudańska armia straciła na rzecz SSLA.
18 grudnia 2013 kilku studentów zginęło podczas zajść na Uniwersytecie w Dżubie. W dniach 18-19 grudnia 2013 trwały walki na polach naftowych pod miastem Banitu w stanie Unity. W starciach etnicznych między pracującymi tam robotnikami pierwszego dnia zginęło pięć osób, z kolei kolejnego 11 osób. Następnie starcia wybuchły w miejscowości Tar Dżat, jednak wysłane tam służby bezpieczeństwa opanowały sytuację. 19 grudnia 2013 w Akobo w stanie Jonglei doszło do ataku Białej Armii Nuerów (NWA) na bazę ONZ-owskich sił pokojowych UNMISS, w wyniku czego zginęło dwóch indyjskich żołnierzy, a trzeci odniósł obrażenia. Nuerowie zaatakowali bazę, gdyż poszukiwali tam członków plemienia Dinka, chroniących się w bazach ONZ. Los przebywających w czasie ataku 30 Dinków pozostał nieznany.
20 grudnia 2013 władze Ugandy poinformowały, iż rozmieszcza w Dżubie, na wniosek Sudanu Południowego, swoje siły stabilizacyjne, by pomóc zaprowadzić porządek w stolicy kraju. Także Stany Zjednoczone wysłały do Sudanu Południowego 45 żołnierzy. W międzyczasie ONZ podało, iż około 34 tys. mieszkańców Sudanu Południowego szukało schronienia w oenzetowskich bazach w trzech miejscach na terenie kraju, w tym 20 tys. w stolicy Dżubie, a 14 tys. w Bor.
21 grudnia 2013 rebelianci opanowali roponośny stan Unity, gdzie mianował lojalnego generała Jamesa Koanga, urzędującego w Banitu. Garnizon 4. Dywizji Koanga posiadał najlepszy sprzęt wojskowy i broń z powodu bliskości z granicą z Sudanem. Po tygodniu wojny domowej w Sudanie Południowym liczba zabitych wzrosła do 1000, z kolei 100 tys. osób musiało uciekać z miejsca swojego zamieszkania. W trakcie walk 2 tys. żołnierzy zdezerterowało z armii zasadniczej. Z kolei armia Sudanu Południowego 24 grudnia 2013 o godz. 14:00 rozpoczęła szturm na Bor, które zdołała odbić z rąk buntowników tego samego dnia o godz. 19:30.
Po odbiciu Boru, od wieczora 24 grudnia 2013 walki trwały w Malakal w stanie Nil Górny, gdzie toczyły się między rebeliantami Machara a lojalistami Kiira. 26 grudnia 2013 podjęły kontratak w Banitu. 27 grudnia 2013 siły rządowe opanowały sytuację na obszarze Malakalu. Siły Zbrojne Sudanu Południowego podczas bitwy używały ciężkiej artylerii i czołgów.
29 grudnia 2013 Biała Armia Nuerów wraz z Armią Wyzwolenia Sudanu Południowego rozpoczęła kontratak w Borze. Do odparcia ataku wojsko po raz pierwszy użyło helikopterów. Tego samego dnia Nuerowie zdobyli miasto Mayom, leżące w stanie Unity, 90 km od Banitu. 1 stycznia 2014 burmistrz miasta Nhial Majak Nhial potwierdził, iż armia rządowa dokonała dzień wcześniej „taktycznego odwrotu” do bazy Malual Chaat. Tym samym lojaliści Kiira ponownie utracili kontrolę nad Borem. Po utracie Boru, Salva Kiir ogłosił 1 stycznia 2014 stan wyjątkowy w ogarniętych walkami stanach Jonglei i Unity na dzień przed rozpoczęciem rozmów pokojowych z rebeliantami w Etiopii.
4 stycznia 2014 armia rozpoczęła oblężenie Boru, wsparty przez żołnierzy z Ugandy. W strefie walk wykorzystywano czołgi oraz ciężką artylerię. Wymianę ognia słychać było również w rządowej dzielnicy Dżuby. W dniach 8-9 stycznia 2014, tysiące ludzi opuszczało Bentiu, ze względu na widmo nowych walk. Walki na przedmieściach wybuchły 10 stycznia 2014, kiedy 3. 4. i 5. Dywizja SPLA zaatakowała rebeliantów. Wieczorem tego samego dnia armia pokonała buntowników pod dowództwem gen. Jamesa Koanga. 16 stycznia 2014 dowództwo armii przyznało, że utraciło kontrolę nad Malakal. 18 stycznia 2014 siły rządowe po dwutygodniowym oblężeniu przejęły kontrolę nad miastem Bor, pokonując 15 tys. broniących go rebeliantów. W wyniku oblężenia i walk miasto zostało poważnie zdewastowane. Następnie walki wybuchły pod Malakal, gdzie armia Sudanu Południowego dążyła do odbicia miasta. Udało się to uczynić już 20 stycznia 2014.
Zawieszenie broni między stronami udało się osiągnąć mediatorom z Międzynarodowej Władzy ds. Rozwoju (IGAD) 23 stycznia 2014 o godz. 17:30. Rozejm został wprowadzony 24 godziny później.